# ثيو ترافيس
ثيو ترافيس (بالإنجليزية: Theo Travis)‏ هو عازف ساكسفون بريطاني، ولد في 7 يوليو 1964 في برمنغهام في المملكة المتحدة.

## وصلات خارجية
- الموقع الرسمي
- ثيو ترافيس على موقع ميوزك برينز (الإنجليزية)
- ثيو ترافيس على موقع أول ميوزيك (الإنجليزية)
- ثيو ترافيس على موقع ديسكوغز (الإنجليزية)